# Demänovka
Demänovka je říčka na severu Slovenska, na Liptově, v okrese Liptovský Mikuláš. Je to levostranný přítok Váhu, má dělku 19 km a vytváří Demänovskou dolinu.

## Průběh toku
Pramení v Nízkých Tatrách, v závěru Široké doliny pod Krúpovou hoľou (1922 m) v masívu Ďumbiera v nadmořské výšce okolo 1570 m. Teče na sever přes Širokou dolinu, zleva do ní vtéká Luková, zprava přítoky z dolin Podroh a Krčahovo a dále pokračuje na severozápad. Vstupuje do Demänovské doliny, po přítoku na krasové území Lúčky se část vod ztrácí v ponorech. Ponorná část řeky protéká neznámým územím a objevuje sa v Pusté jeskyni. Zleva přibírá významnější přítok od Chopku a pod Ostredkem do říčky vtéká druhý významný přítok Zadní voda. Ponorné vody Demänovky vytvořily ve vápencových komplexech jeskynní systém Demänovských jeskyní. Z pravé strany dále přibírá potok z doliny Vyvěrání, chvíli opět teče na severozápad a za osadou Tri studničky vtéká do Liptovské kotliny. Protéká podél obce Pavčina Lehota na levém břehu a Autocampingem na pravém břehu.V tomto místě se nachází pstruhová líheň, dále odděluje Demänovou na pravém břehu a Bodice na levém břehu a stáčí se víc na severovýchod přes místní část Močiare,kde se zařezává do terénu a vzniknul tak z levé strany toku prudký sráz, který se pomalu svažuje až k dálnici. Vytváří četné zákruty a vtéká na území města Liptovský Mikuláš, konkrétně protéká částí Palúdzka na sever, kde se vlévá do Váhu (565 m n. m.) a to v místě zvaném Na špici.

## Vodní režim
Je to vysokohorský typ řeky s průměrným průtokem v ústí v Liptovském Mikuláši 1,3 m³/s.